# Més Algemesí
Més Algemesí (+A) (Más Algemesí) es una plataforma política española de carácter valencianista y ámbito municipal. Se presentó en la localidad de Algemesí (Valencia). La coalición está formada por personas independientes, Iniciativa del Poble Valencià, Bloc Nacionalista Valencià y Esquerra Republicana del País Valencià.

## Historia
En las elecciones municipales del 22 de mayo de 2011 su cabeza de lista fue el independiente Josep Bermúdez, quien fue elegido a través de unas primarias abiertas a todos los vecinos de la población mayores de 16 años, las cuales se realizaron en el Casino Liberal de Algemesí. La coalición realizó una campaña electoral, calificada por ellos, como cercana al votante, con actos donde los ciudadanos podían preguntarles directamente.

### Elecciones municipales del 2011
En las elecciones municipales del 2011 obtuvieron 1.363 votos, lo cual supuso dos concejales para la formación valencianista.
En las elecciones municipales de 2015 duplicaron el número de votantes siendo así la fuerza que más subía en el municipio, escalando una posición y quedando como tercera fuerza.
| Elecciones                     | Candidato      | Votos | % de votos | Escaños | Posición |
| ------------------------------ | -------------- | ----- | ---------- | ------- | -------- |
| Elecciones municipales de 2011 | Josep Bermúdez | 1.363 | 8,90%      | 2       | 4º       |
| Elecciones municipales de 2015 | Josep Bermúdez | 2.798 | 18,76%     | 4       | 3º       |

## Actividad
Por lo que respecta a su actividad parlamentaria, Més Algemesí ha denunciado cambios por parte del Ayuntamiento en las cuentas de la construcción del mercado municipal, pidió en las Cortes Valencianas (mediante el Grupo Parlamentario Compromís) la construcción de una residencia para la tercera edad, una rotonda en el Camino de la Creueta y una escuela infantil y de primer ciclo de educación primaria, así como también ha denunciado la gestión del aparcamiento de la plaza del mercado por parte del Ayuntamiento.

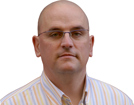
Josep Bermúdez, actual portavoz de Més Algemesí

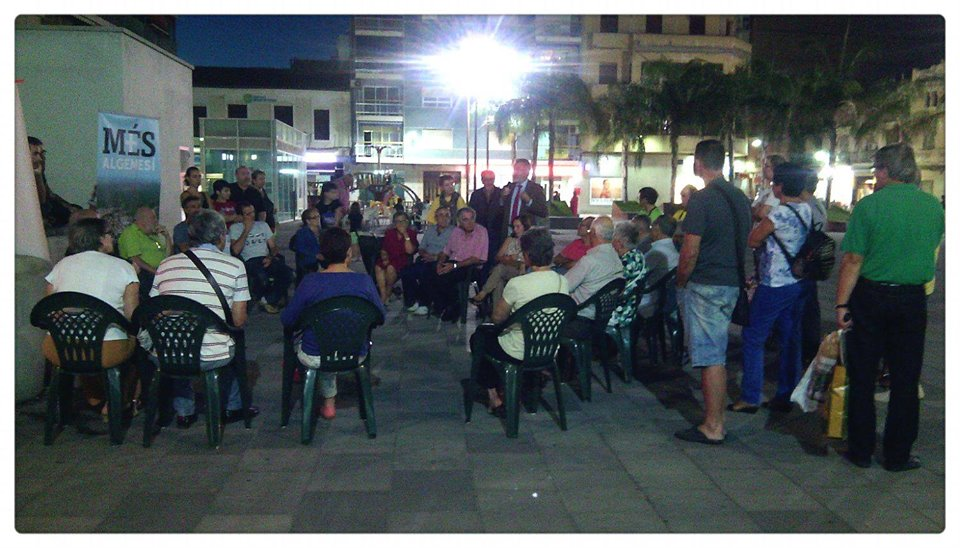
Imagen de una de las asambleas de barrio de Més Algemesí, en la Plaça del Mercat

La agrupación ha conseguido que un abogado, familiar directo de una de las regidoras del Partido Popular de Algemesí, devuelva una suma de 28.000€ al Ayuntamiento. Suma cualificada por Més Algemesí de excesiva y sobre la cual la interventora del Ayuntamiento indicó que el procedimiento seguido no era el adecuado y que existía una incompatibilidad para facturar por el vínculo conyugal.

### Participación Ciudadana
El portavoz fue elegido en 2011 a través de unas primarias abiertas a todos los vecinos de la población mayores de 16 años, las cuales se realizaron en el Casino Liberal de Algemesí siendo el primer partido de Algemesí que elegía de manera abierta su candidato. La coalición realizó una campaña electoral, calificada por ellos, como cercana al votante, con actos donde los ciudadanos podían preguntarles directamente. 
Hasta mayo del 2014 han realizado asambleas abiertas para toda la ciudadanía al salón de actas del Casino Liberal de Algemesí, pero a nivel de toda la localidad. Es a partir de esta fecha cuando empiezan a realizar asambleas abiertas barrio por barrio, con la intención de acercar cada vez más ciudadanía y política, reuniéndose con todos los barrios de Algemesí para traer sus inquietudes al consistorio e incorporarlas en su programa electoral, con la intención de qué sea el programa electoral del pueblo. Así mismo, han propuesto la elaboración de un “Plan de Mejora de los Barrios” basándose en las quejas de las asambleas de barrio realizadas.

### Transparencia
El grupo valencianista ha apostado firmemente por la transparencia y la gestión honesta de los recursos municipales. Han explicado qué cobran los regidores del ayuntamiento, han publicado en su página web los datos del paro del pueblo, las subvenciones otorgadas por el Ayuntamiento, las facturas y contratos, pagos de obras públicas y otros documentos económicos del Ayuntamiento de Algemesí. Además, el portavoz del partido hizo pública su declaración de la renta, a pesar de que habitualmente no se suele hacer.